# Colonia Acuxtitla
Colonia Acuxtitla är en ort i Mexiko.   Den ligger i kommunen Toluca och delstaten Mexiko, i den sydöstra delen av landet, 60 km väster om huvudstaden Mexico City. Colonia Acuxtitla ligger 2 801 meter över havet och antalet invånare är 139.
Terrängen runt Colonia Acuxtitla är kuperad åt sydväst, men åt nordost är den platt. Runt Colonia Acuxtitla är det mycket tätbefolkat, med 2 028 invånare per kvadratkilometer. Närmaste större samhälle är Toluca, 7,9 km norr om Colonia Acuxtitla. I omgivningarna runt Colonia Acuxtitla växer huvudsakligen savannskog.